# Carlos Romero Serrano
Carlos Romero Serrano (Torrent, 29 ottobre 2001) è un calciatore spagnolo, difensore dell'Espanyol in prestito dal Villarreal.

## Carriera
Nato a Valencia, è cresciuto nel Torre Levante con cui ha debuttato il 10 novembre 2018 in Tercera División contro l'Atzeneta.
Il 24 maggio 2019 ha firmato con il Villarreal che lo ha inizialmente inserito nel settore giovanile. Nell'ottobre 2020 è stato promosso nella terza squadra dove in breve tempo è divenuto titolare inamovibile. In vista della stagione 2022-2023 è stato promosso nella seconda squadra, con cui ha giocato in Segunda División.
Il 17 settembre 2023 ha debuttato in prima squadra giocando titolare nella vittoria casalinga contro l'Almería.

## Statistiche

### Presenze e reti nei club
Statistiche aggiornate al 13 novembre 2022.
| Stagione        | Squadra         | Campionato      | Campionato | Campionato | Coppe nazionali | Coppe nazionali | Coppe nazionali | Coppe continentali | Coppe continentali | Coppe continentali | Altre coppe | Altre coppe | Altre coppe | Totale | Totale | Totale |
| Stagione        | Squadra         | Comp            | Pres       | Reti       | Comp            | Pres            | Reti            | Comp               | Pres               | Reti               | Comp        | Pres        | Reti        | Pres   | Reti   |        |
| --------------- | --------------- | --------------- | ---------- | ---------- | --------------- | --------------- | --------------- | ------------------ | ------------------ | ------------------ | ----------- | ----------- | ----------- | ------ | ------ | ------ |
| 2018-2019       | Torre Levante   | TD              | 1          | 0          | CR              | 0               | 0               |                    | -                  | -                  |             | -           | -           | 1      | 0      |        |
| 2019-2020       | Villarreal C    | TD              | 8          | 0          |                 | -               | -               |                    | -                  | -                  |             | -           | -           | 8      | 0      |        |
| 2020-2021       | Villarreal C    | TD              | 17         | 0          |                 | -               | -               |                    | -                  | -                  |             | -           | -           | 17     | 0      |        |
| 2021-2022       | Villarreal C    | TDR             | 35         | 0          |                 | -               | -               |                    | -                  | -                  |             | -           | -           | 35     | 0      |        |
| 2022-2023       | Villarreal B    | SD              | 24         | 0          |                 | -               | -               |                    | -                  | -                  |             | -           | -           | 24     | 0      |        |
| 2023-2024       | Villarreal B    | SD              | 8          | 0          |                 | -               | -               |                    | -                  | -                  |             | -           | -           | 8      | 0      |        |
| 2023-2024       | Villarreal      | PD              | 5          | 0          | CR              | 1               | 0               | UEL                | 0                  | 0                  |             | -           | -           | 6      | 0      |        |
| Totale carriera | Totale carriera | Totale carriera | 98         | 0          |                 | 1               | 0               |                    | 0                  | 0                  |             | -           | -           | 99     | 0      |        |